# Gianni De Rosa
Giovanni De Rosa (Cerignola, 19 settembre 1956 – Rimini, 2 agosto 2008) è stato un calciatore italiano, di ruolo attaccante.
Ha giocato in serie A con le maglie di Napoli, Como e Perugia ed è stato capocannoniere del campionato di Serie B 1981-1982 con la maglia del Palermo.

## Biografia
Nella notte del 2 agosto 2008 rimane coinvolto in un incidente stradale sulla statale Adriatica tra Riccione e Rimini, scontrandosi con il suo ciclomotore contro un minibus; muore durante il trasporto in ospedale.

## Carriera

De Rosa al Perugia nella stagione 1980-1981

Cresciuto nelle giovanili del Milan, fece il suo esordio fra i professionisti in Serie C con la maglia del Lecco. Dopo due stagioni in cui ebbe poco spazio da titolare fu mandato in prestito alla Massese dove si mise in evidenza segnando 11 reti. L'anno seguente passò alla Ternana in serie B dove rimase 3 anni segnando 15 reti.
L'esordio in Serie A fu invece con la maglia del Perugia, con cui rimase la sola stagione 1980-1981 segnando 4 gol, uno dei quali, di testa al Comunale di Torino contro la Juventus a cinque minuti dal termine della gara che poi i bianconeri ribaltarono grazie a un rigore e una rete in mischia in area.
Dopo una breve parentesi al Como (un solo gol su rigore), tornò in Serie B nella sessione invernale del calciomercato per vestire la maglia del Palermo. Con i rosanero rimase due stagioni segnando nella prima il suo record di reti (19) che gli valsero anche il titolo di capocannoniere e la vittoria del Premio Chevron. Tre queste, si ricordano il gol al volo di sinistro da trenta metri contro il Verona, la rete di testa in tuffo a Zenga, contro la Sambenedettese e la doppietta in trasferta contro la Lazio. All'inizio della seconda stagione in rosanero fu colpito da un'allergia ai farmaci nel ritiro di Barga, venendo operato immediatamente di appendicite a Cagliari; rientra alla quinta giornata di campionato, segnando alla fine del torneo comunque 10 reti.
Nel 1983 fu acquistato dal Napoli dove rimase un solo anno contribuendo alla salvezza realizzando 6 reti tutte decisive (contro la Lazio doppietta, Pisa, Ascoli, Juventus e Milan allo Stadio Giuseppe Meazza di San Siro). Dopo aver iniziato col Napoli anche la stagione 1984-1985 si trasferisce a ottobre al Cagliari, con cui concluse dopo un discusso rigore sbagliato in casa contro il Pescara nella stagione 1985-1986 (con il portiere del Pescara Maurizio Rossi venne per questo interrogato dal giudice Di Biase nel calcioscommesse che emerse in quell'anno, ne seguì la radiazione del portiere). Dopo una parentesi nella Casertana (1986) chiuse la carriera professionistica in Serie C2 nel Riccione dove rimase dal 1987 al 1991. Passò poi al Cattolica in Eccellenza abbandonando infine nel 1995 il calcio giocato all'età di 39 anni; in quest'ultima piazza, intraprese anche la carriera di giocatore-allenatore.
In carriera ha totalizzato complessivamente 53 presenze e 11 reti in Serie A, 187 presenze e 51 reti in Serie B, 163 presenze e 49 reti in Serie C.

## Palmarès
- Capocannoniere della Serie B: 1

1981-1982 (19 gol)